# Colius palustris
Colius palustris ist eine fossile Vogelart aus dem Miozän Europas. Das Typusmaterial stammt aus Sansan in Frankreich und besteht aus dem distalen Ende des rechten Tarsometatarsus sowie aus einem distalen Tibiotarsusfragment. Im Jahre 2000 klassifizierte der Paläontologe Jacques Cheneval den Holotypus inkorrekt als Lektotypus und fügte zwei irrelevante Knochen als Paralektotypen hinzu.

## Systematik
1871 beschrieb Alphonse Milne-Edwards das Taxon als Necrornis palustris innerhalb der monotypischen Gattung Necrornis. Er vermutete, dass es sich um eine Art aus der Verwandtschaft der Turakos (Musophagidae) handeln könnte.  Der französische Biologe Paul Paris stellte die Art 1912 incertae sedis in die Ordnung der Kuckucksvögel. Nachdem der deutsche Paläontologe Peter Ballmann bei La Grive-Saint-Alban ähnliches Knochenmaterial entdeckte, klassifizierte er das Taxon 1969 in die Gattung Colius innerhalb der Familie der Mausvögel. 1971 transferierte Pierce Brodkorb diesen Vogel erneut in die Gattung Necrornis. 1985 stimmte Storrs Lovejoy Olson mit Peter Ballmann überein, dass das Material aus La Grive-Saint-Alban einen Vogel aus der Familie der Mausvögel repräsentiert und synonymisierte den von Milne-Edwards vergebenen Gattungsnamen Necrornis mit Colius.